# Carme Panchón i Iglesias
Carme Panchón Iglesias (Barcelona, 1953) és una pedagoga catalana, experta en mediació social i resolució de conflictes, que ha estat professora titular de la Facultat d'Educació de la Universitat de Barcelona i vicerectora de la mateixa universitat.

## Trajectòria professional
Va ser professora titular de Pedagogia de la Inadaptació Social. Departament de Mètodes d'Investigació i Diagnòstic en Educació a la Universitat de Barcelona. Va ser vicerectora d'Administració i Organització de la UB en l'equip rectoral de Dídac Ramírez. Durant el primer mandat de Ramírez —rector des de 2008—, s'hi va incorporar el 2010 per suplir una vacant deixada per un membre que va dimitir. Durant el segon mandat, s'hi va incorporar des del principi, el 2012. Va formar part de la Comissió de Responsabilitat Social de la UB.
És presidenta de la Comissió d'Empara del Reglament de Participació Ciutadana de l'Ajuntament de Barcelona, de la Junta Govern del Col·legi de Doctors i Llicenciats en Filosofia i Lletres i en Ciències de Catalunya i del Consell Assessor de Can Jonch Centre de Cultura per la Pau de Granollers. Des del 2016 membre del Grup d'Estudis i Recerca sobre «Benestar i Drets dels Infants i Adolescents» i co-coordinadora del Grup de Recerca per a la Infància i l'Adolescència de l'Institut de Desenvolupament Professional de la Universitat de Barcelona sobre «Infància i Adolescència en situació de risc social: Exercici responsable dels drets de l'infant i l'adolescent». Va coordinar, juntament amb Merche Ríos Hernández, el projecte iniciat el 2003 «Educar y socializar en centros penitenciarios y de salud mental de Nicaragua», en què estudiants de la Universitat de Barcelona i de la Universidad Nacional Autónoma de Nicaragua impartien tallers educatius i organitzaven trobades esportives en centres penitenciaris i hospitals mentals de Nicaragua.
És autora del llibre Manual de pedagogia de inadaptacion social (Dulac Ed. 1998) i coautora (amb Pilar Heras i Trias) del llibre Adopcions sense receptes. Diferents maneres de viure l'adopció (Ed. Graó, 2009). Va codirigir (amb Carlos Villagrasa Alcaide) el llibre Mediación y justicia restaurativa en la infancia y en la adolescencia (Huygens Ed. 2021).